# Myrmicaria aphidicola
Myrmicaria aphidicola is een mierensoort uit de onderfamilie van de Myrmicinae. De wetenschappelijke naam van de soort is voor het eerst geldig gepubliceerd in 2000 door Calilung.